# لا گاربییا
لا گاربییا (به اسپانیایی: La Garrovilla) یک شهرستان در اسپانیا است که در استان باداخس واقع شده‌است.

## خصوصیات
لا گاربییا ۳۳ کیلومترمربع مساحت و ۲٬۵۱۳ نفر جمعیت دارد و ۲۱۵ متر بالاتر از سطح دریا واقع شده‌است.